# NGC 2971
NGC 2971 ist eine Balken-Spiralgalaxie vom Hubble-Typ SBb im Sternbild Kleiner Löwe. Sie ist schätzungsweise 302 Millionen Lichtjahre von der Milchstraße entfernt.
Das Objekt wurde am 26. März 1884 von dem französischen Astronomen Édouard Stephan entdeckt.